# Оман
Вижте пояснителната страница за други значения на Оман.
Султанат Оман е държава в Югозападна Азия, разположена на югоизточния бряг на Арабския полуостров. На северозапад граничи с Обединените арабски емирства, на запад със Саудитска Арабия и на югозапад с Йемен, както и с Арабско море на юг и изток и с Оманския залив на север.
Столицата на страната е Маскат.

## География

### Географско положение, граници, големина, брегове
Оман е държава в Югозападна Азия, заемаща източните и югоизточни части от Арабския полуостров. Сухоземните граници на страната в по-голямата си част не са маркирани и дължината им е ориентировъчна. На югозапад граничи с Йемен (дължина на границата 310 km), на запад със Саудитска Арабия (790 km) и на северозапад с ОАЕ 410 km. Обща дължина на сухоземните граници 1510 km. Отделно от основната територия на страната е полуостров Мусандам и малък анклав, северно от град Ел Фуджейра в ОАЕ. На североизток, изток и югоизток има 2360 km брегова линия с Арабско море, съответно на североизток с Оманския, а на север – с Персийския залив. В тези си граници Оман заема площ от 309 500 km². От север на юг се простира на 1000 km, а от запад на изток на 480 km. Бреговете на страната на юг са предимно равнинни, разчленени от големи, широко отворени заливи Масира, Суакира и Курия-Мурия, които на заначително протежение се съпровождат от коралови рифове. На север (на п-ов Мусандам) бреговете са силно разчленени и са от риасов тип. Край югоизточните брегове са разположени големия остров Масира и архипелага Курия-Мурия.
Територията на Оман се простира между 16°39′ и 26°23′ с.ш. и между 52°00′ и 59°50′и.д. Крайните точки на страната са следните:
- крайна северна точка – (26°23′19″ с. ш. 56°22′43″ и. д. / 26.388611° с. ш. 56.378611° и. д.), нос Сурайтан, на брега на Ормузкия проток.
- крайна южна точка – (16°39′00″ с. ш. 53°06′33″ и. д. / 16.65° с. ш. 53.109167° и. д.), на брега на Арабско море, на границата с Йемен.
- крайна западна точка – (19°00′00″ с. ш. 52°00′00″ и. д. / 19° с. ш. 52° и. д.), на границата с Йемен и Саудитска Арабия (немаркирана).
- крайна източна точка – (22°25′24″ с. ш. 59°50′22″ и. д. / 22.423333° с. ш. 59.839444° и. д.), на брега на Арабско море.

### Релеф, полезни изкопаеми
Покрай бреговете на Оманския залив се простират Оманските планини, където се издига най-високата точка на Оман – връх Джабал Шамс (Слънчевата планина) – 3107 m. Между Оманските планини и Оманския залив се простира тясната (40-50 km) и плодородна крайбрежна низина Ал Батина с множество оазиси. Централните райони на страната са заети от източната периферия на голямата пясъчна пустиня Руб ал-Хали с меридиално разположени вериги от дълги пясъчни дюни. На югозапад местността се повишава от 100-200 m до 500-1000 m (планината Ал Кара 1678 m), образувайки платото Дофар. В Оман се разработват находища на нефт (Джубайл, Карн Алам, Мазрак) и природен газ.

### Климат, води, растителност, животински свят
Климатът на Оман е тропичен, в по-голямата си част пустинен. Средната януарска температура е 18-25°С, а средната юлска 30-35°С (максимална 45-50°С). Годишната сума на валежите е около 150 mm, в Оманските планини нараства до 500 mm, а на югозапад – до 700 mm в резултат на летните мусонни дъждове. В Оман няма постоянно течащи реки, но широко са разпространени сухите през по-голямата част от годината долини, т.нар. уади (Халфайн, Тумайд, Ибн Хаутар и др.). Подземните води посредством чрез система от т.нар. „кяризи“ широко се използват за напояване. В страната преобладават тропическите пустини, а в планините саваните с малки листопадни горички и пасища. За платото Дофар са характерни ладановото дърво и комифора, а за оазисите – финиковата и кокосовата палми. От бозайниците най-разпространени са арабска газела, лисица, чакал, хиена. Има много скачащи мишки, гущери и змии, а крайбрежните води са богати на риба (тон, селда).

## История

### Древност
Древната търговия в Персийския залив е била тясно свързана с градовете в Месопотамия. За владетелите от Междуречието територията на днешен Оман е била ключова за снабдяването със стоки по море и суровини. През второто хилядолетие преди Христа икономиката в региона започва да запада главно заради свиването на пазарите в Месопотамия и откриването на нов търговски път между Изтока и Средиземноморието, който заобикаля Залива и минава през Червено море, а оттам чрез плитък канал до Нил получава достъп до Средиземно море. Откриването на нови търговски пътища по суша и опитомяването на камилата в следващото хилядолетие довежда до увеличаване на движението между вътрешността на Арабския полуостров и крайбрежните региони. Така арабските номади постепенно изместват другите народи и се превръщат в господстващ етнос в региона. Заливът се възстановява икономически по времето на Асирийската империя, особено под Ашурбанипал през 7 век пр.н.е. До началото на новата ера върху културата на Залива своя отпечатък оставят редица нашественици, сред които Египет, Александър Велики и Персия. През 3 век след Христа Сасанидите завладяват целия регион, включително Оман, създават селскостопански колонии, включват част от номадските племена в гранична стража срещу римляните, и разпространяват зороастризма.

### Средновековие
Коренната промяна на Арабския полуостров идва от разпространението на исляма през 7 век. Източната част на полуострова вече е била запозната с монотеизма през християнството и бързо приема новата религия. Сред първите хора, приели исляма, са жителите на Оман. Според легендата Мохамед изпраща в Оман един от военачалниците си със задачата да присъедини към исляма не само арабите, но и персийския гарнизон, които били зороастрийци. Персите отказали да приемат исляма и били изгонени от помохамеданченото население и неговата ревностна вяра. Макар и за ислямската доктрина последователите на другите религии да са считани за неверници, евреите и християните се възприемат като „хора на Писанието“ (ахл ал-Китаб), чиито свещени книги са допринесли за развитието на исляма и възгледа за Бог. Те запазват правото си да живеят в свои общности и да следват свои закони, но са подложени на по-високи данъци и са лишени от някои политически права.
През 750 година Багдад става столица на Абасидския халифат и ислямската цивилизация. Процъфтяващата икономика в Ирак довежда до по-голямо търсене на стоки от далечни земи, а оттам и на увеличение в търговията в Залива. Арабските търговци плават по море до все по-отдалечени места. Към 1000 година те вече търгуват редовно с Китай и спомагат за разпространението на исляма в Малайзия и Индонезия. В същото време Средновековието е белязано от появата и изчезването на редица ислямски секти като исмаилитите и карматите. В Оман най-разпространената деноминация на исляма е ибади. Ибадите се различават в своите виждания от сунитите и шиитите и не приемат властването на един халиф или имам. Така още в началото на Абасидския халифат Оман се превръща в цел на сунитските халифи, които са силно зависими от търговията между Изтока и Запада и не могат да позволят да изгубят контрола върху тези градове. Ибадите обаче оцеляват и се оттеглят във вътрешността на страната. Така Оман изгражда двоен характер – крайбрежните райони се отличават с културно разнообразие заради широкото присъствие на чужденци и търговци, докато планинската вътрешност остава в ръцете на силно сплотената общност на ибадите. В следващите векове под персийско влияние настъпва и шиитството, а през 15 век шейхът на Ормуз установява контрол върху пристанищата Маскат
и Калхат, чрез които печели от търговия с източна Африка. Ибадите обаче не успяват да възстановят влиянието си върху крайбрежието.

### Колониализъм и британска зависимост
През 16 век португалците започват своята експанзия в Индийския океан. Те използват своите големи кораби, за да осъществяват търговия през големи разстояния, например между Индия и Африка, и постепенно започват да налагат контрол върху търговския поток в Арабско море. В края на 16 век ормузкият шейх на практика контролира всички пристанища в Залива, но все пак плаща данък на сафавидския шах Абас I Велики. С пристигането си в региона, португалците принуждават шейха да плаща данък на тях. Шахът не може да противостои на Португалия и се обръща към Англия и Нидерландия за помощ. Така през 1622 английски и персийски военни части изгонват португалците от Ормуз, а Англия постепенно започва да налага своя контрол върху Залива.
В следващите десетилетия ибадите се възползват от противопоставянето между Персия и европейците и започват настъпление към брега. Силната династия на ярубидите успява да завладее всички крайбрежни градове на Оман до 1650 година и обединяват страната за пръв път от 1000 години. До 1700 година те завземат Момбаса, Занзибар и други части от източна Африка. Към началото на 18 век обаче възникват спорове за наследяването на имамския пост. Между 1730 и 1750 година воюващите страни започват да търсят външна подкрепа. Ярубидите се възползват от помощта на Персия, която използва възможността да си върне контрола върху оманското крайбрежие. Тяхното господство обаче е краткотрайно, защото през 1742 година местното население начело с Ахмад ибн Саид ал-Саид се вдига на бунт и ги изгонва. Водачите на ибадите са толкова впечатлени от неговия успех, че го правят имам.
Благодарение на неговото управление Оман процъфтява в продължение на век. Духовничеството обаче не одобрява сина му за наследник, поради което Ахмад ибн Саид изоставя титлата имам, провъзгласява себе си за султан и премества столицата от планинския град ар-Рустак в пристанището Маскат. Жителите на вътрешността постепенно започват да мигрират към бреговете на Залива, където поминъкът им е селско стопанство и събиране на перли. Перлите са особено търсени в Индия, с която Оман има задълбочени търговски контакти, и възможностите за печалба привличат цели племена от вътрешността на полуострова. Сред тях са ал-Сабах, ал-Халифа, ал-Тани и ал-Куасим, които днес управляват съответно Кувейт, Бахрейн, Катар и ОАЕ.
Тези миграции, както и нарастващите външни заплахи, стават причина за нестабилност в региона след 1800 година. Племената от централна Арабия са обединени от емира Мухамад ибн Сауд и новопоявилата се крайна интерпретация на исляма – уахабизма. Те организират нападения срещу Кувейт, Бахрейн, Катар и Оман. Освен неодобрението си към шиитите, уахабизмът се противопоставя силно и на немюсюлманските влияния, олицетворени в региона от европейското присъствие. Той е един от дестабилизиращите фактори в региона заедно с настъплението на османците в Ирак. В същото време Великобритания увеличава присъствието си в региона заради пиратските набези на ал-Куасим, които застрашават търговията с Индия. Пиратите номинално са под управлението на султана на Оман и британците се обръщат към него с молба да спре действията им. Неспособността му да овладее набезите довежда до първите британски нападения срещу базирани в днешните ОАЕ пиратски убежища през 1809 година. В следващите 100 години британците сключват серия от споразумения чрез които накъсват и практически подчиняват Оман и спират експанзията на саудитците.
Петият владетел на Оман, Саид ибн Султан, умира през 1856 година и с това идва последният удар срещу икономическата и политическа цялост на Оман. Страната вече е загубила контрола си върху Залива през 1820, търговската флотилия е задмината в технологично отношение от далеч по-модерните европейски кораби, митническите приходи от търговията с Индия са изгубени, а ограничаването на робството довежда и до спад в приходите от източна Африка. Липсата на ясен наследник на Саид ибн Султан довежда до намеса на Великобритания, която дава източноафриканските владения на един от претендентите от династията ал-Саид, а самия Оман – на друг претендент. По този начин арабската част се лишава от приходи и властта на султана в нея отслабва. Консервативните ибади от вътрешността на страната се възползват от това и няколко пъти вдигат бунт срещу него, а той е принуден вече да разчита на британската намеса, за да задържи властта си. Поради това разделение държавата е наричана Мускат и Оман до средата на 20 век.

### 20 и 21 век
Бунтовете на племената от вътрешността на Оман принуждават султан Таймур ибн Файсал да им даде ограничен суверенитет през 1920 година, без обаче да сваля претенциите си за контрол върху цялата територия. Напрежението между двата региона се изостря с откриването на нефт през 1924 година. Петролните находища се намират във вътрешността на страната и султанът продава правата за изследването и експлоатацията им на чужди компании. Първите проучвателни екипи са нападнати от племената и компаниите подават оплакване към британските власти. Великобритания увеличава подкрепата си за султана в опит да успокои напрежението и да подсигури достъпа на западните страни до петрол.
През 1957 година войските на султан Саид ибн Таймур влизат в Низуа и установяват контрол върху държаните от племената вътрешни райони. На следващата година той се оттегля в двореца си в Салала и престава да се занимава активно с вътрешните проблеми, които стават все по-сложни. Султанът ограничава контактите на Оман с останалия свят, забранява политическите реформи и обезсърчава развитието на страната. През 1960-те години проблемите на Оман се превръщат в международни. През 1965 в мухафаза Дофар избухва бунт срещу династията. Бунтовниците получават оръжия от Народна демократична република Йемен и султанът отново не е в състояние да се справи с тях без помощта на Кралските военновъздушни сили. Британската намеса дава основание на бунтовниците да претендират за нелегитимност на властта пред ООН, която в крайна сметка заклеймява действията на Великобритания. През 1970 г. управлението на султана е станало крайно непопулярно не само в Оман, но и във Великобритания, която осигурява широка подкрепа на апарата му за сигурност. Така британските и оманските въоръжени сили организират нападение срещу двореца и принуждават Саид ибн Таймур да абдикира.
На престола се възкачва неговият син Кабус ибн Саид ал-Саид, който е получил образованието си във Великобритания. Той намалява британското военно участие в страната и използва подкрепата на съседните на Оман държави, за да прекрати бунта в Дофар през 1976 година. Кабус ибн Саид успява и да затвърди централния контрол върху вътрешността. Увеличаването на приходите от петрола през 1970-те години позволяват на страните от Залива да започнат масивни програми за икономическо и социално развитие. Кувейт и Бахрейн, които най-рано започват да добиват нефт, се възползват най-много. Оман обаче започва мащабен добив едва след абдикацията на Саид ибн Таймур и не постига толкова високи резултати. Въпреки това Оман не е изключение и има същото политическо устройство като тези страни – цялата власт е в ръцете на един монархически род, който се възползва от директни петролни приходи. Ирано-иракската война сближава страните от Залива най-вече заради заплахата от шиитски Иран. През 1981 г. те основават Организация за сътрудничество на арабските страни от Персийския залив, в която членките изграждат система за колективна отбрана и координират търговията помежду си.
Султан Кабус ибн Саид започва промени в страната още от началото на управлението си. Той отваря границите на страната и използва печалбите от износа на нефт, за да изгражда пътища, училища и болници. Държавата осигурява на рибарите лодки и домове за почти всички, а в действие са въведени едни от най-строгите закони за опазване на околната среда. От 1991 г. насам оманците имат право да избират и представители за Консултативния съвет, който дава насоки на владетеля. На жените е дадено правото да гласуват и да бъдат избирани. Под влиянието на Арабската пролет през 2011 година в Оман избухват протести, чиито искания са за политически реформи и по-добри условия на живот. Султанът обещава повече работни места, социални придобивки и власт за Консултативния съвет. На следващата година правителството започва кампания да спре критиката срещу правителството в Интернет. Шестима души са арестувани и получават присъди от 12 – 18 месеца и глоби от около $ 2500.

## Държавно устройство
Държавното устройство на Оман е абсолютна монархия (султанат).
Оман е абсолютна монархия, в която всички власти – законодателната, изпълнителната и съдебната власт в крайна сметка са съсредоточени в ръцете на наследствен султан, Системата от закони се основава твърдо на ислямския шариат. Неправителствената организация, базирана в САЩ – Фрийдъм Хаус оценява страната като „не свободна“.
Законодателният орган на Оман е двукамарния Съвет на Оман, състоящ се от горна камара, Държавният съвет (Меджлис ад-Даула) и долна камара, Консултативния съвет (Меджлис аш-Шура). Политическите партии са забранени. Горната камара има 71 членове, назначавани от султана измежду видни представители на Оман; те имат само консултативни правомощия. Членовете на Консултативния съвет (84 на брой) се избират чрез преки избори за четири-годишен мандат, но султанът прави окончателните селекции и може да преговаря изборните резултати. Членовете се назначават за три-годишен мандат, който еднократно може да бъде подновен. Последните избори са проведени на 15 октомври 2011 година.
Султан Кабус ибн Саид де факто е министър-председател, а също така контролира и външните отношения на държавата, както и отбранителното портфолио. Султанът има абсолютна власт и с указ може да издава закони. Той е най-дълго управляващият владетел в Близкия изток.
Съдебната власт е подчинена на султана и на Министерството на правосъдието. Шариата (ислямският закон) е източникът на цялото законодателство, и шериатски съдебни департаменти в системата за гражданска юрисдикция са отговорни за семейноправните въпроси, като например дела за развод и наследство. В някои селски райони, племенни закони и обичаи често се използват за уреждане на спорове.
Основният устав на държавата е крайъгълният камък на правната система на Оман и действа като конституция на страната. Основният устав е издаден през 1996 година и до този момент е имало само едно изменение, в отговор на протестите от 2011 г.
Правораздаването е силно персонализирано, заради ограничени защитни процеси, особено в политическите и свързаните със сигурността случаи. В доклад от 2012 на Фондация Бертелсман се заявява, че докато „Правният кодекс на Оман на теория защитава гражданските и личните свободи, двете са редовно игнорирани от страна на режима. Следователно, Оман не може да се счита за свободен.“

## Външна политика
От 1970 г., Оман осъществява умерена външна политика и драстично разширява своите дипломатически отношения. Оман е една от малкото арабски страни, които поддържат приятелски връзки с Иран. УикиЛийкс разкрива американски дипломатически грами, които доказват, че Оман помага с освобождаването на британските моряци заловени от Военноморските сили на Иран през 2007 година. Същите източници обрисуват оманското правителството като желаещо да поддържа топлите отношения с Иран. Според тях оманските управляващи непрекъснато отхвърлят американските дипломатически искания Оман да заеме позиция срещу Иран.

## Въоръжени сили
През 2006 г. въоръжените сили на Оман наброяват 44 100 души, включително 25 000 в армията, 4200 моряци във флота и въздушни сили с 4100 служители. Кралският двор поддържа 5000 гвардейци, 1000 бойци в специалните части, 150 моряци в Кралския флот и 250 пилоти и наземен персонал в Кралските военно въздушни сили. Оман също така поддържа скромен размер запас – 4400 души.
Кралската армия на Оман наброява 25 000 активни служители през 2006 г., плюс малък пехотен контингент от кралските войски. Въпреки сравнително големите военни разходи, Оман относително бавно успява да модернизира своите въоръжени сили. Оманската армия притежава относително ограничен брой танкове, включително 6 M60A1, 73 M60A3, и 38 Челинджър 2 – основни бойни танкове, както и 37-годишните леки танкове „Скорпион“.
В Кралските военно въздушни сили на Оман има около 4100 мъже, само 36 бойни самолета и никакви въоръжени хеликоптери. Бойните самолети включват 20-годишните Джагуар, 12 броя „Hawk“ Mk 203s, 4 броя Hawk Mk 103s и 12 броя PC-9 турбовитлови тренировъчни самолети с ограничени възможности за сражения. Оман има една ескадрила от дванадесет самолета F-16C/D, четири „Bravo“ и осем броя Mushshaqs.
Кралският военноморски флот на Оман се състои от 4200 души (2000 г.) и е със седалище в Сииб. Има бази на Ахви (Ahwi), о-в Ганам (Ghanam Island), Мусандам и Салала. Оман има 10 бойни кораби (2006 г.). Те включват два 1450-тонни корвети от Qahir и 8 океански патрулни катери. Оманският военноморски флот притежава също един 2500-тонен кораб Насър Ал Бар (Nasr al Bahr) клас LSL (240 войници, 7 танка) с площадка за кацане на хеликоптер. Държавата има и най-малко четири десантни кораба. Те поръчват три корвети клас Карийф от VT Group за £ 400 милиона през 2007 година. Строят се в Портсмут.
През 2010 г. Оман плаща 4.074 милиарда щатски долара за военни разходи, което е 8,5% от брутния вътрешен продукт. Султаната има дълга история в сътрудничеството с британската военна и отбранителна промишленост.

## Икономика
Доказаните петролни запаси на Оман са около 5.5 млрд. барела, 24-ти по големина в света. Нефт се извлича и обработва от фирмата Petroleum Development Oman (PDO), с доказани запаси от петрол, притежаващи приблизително стабилен добив, въпреки че производството на петрол е намаляло. Министерството на нефта и газта е отговорно за цялата нефтена и газова инфраструктура и проекти в Оман.
Между 2000 г. и 2007 г., производството е спаднало с повече от 26%, от 972 000 до 714 800 барела на ден. Производството се възстановява до 816 000 барела през 2009 г., и 930 000 барела на ден през 2012 година. Резервите от природен газ на Оман се оценяват на 849,5 милиарда куб.м, или на 28-о място в света, а производството през 2008 г. е около 24 млрд. куб. м годишно.
В член 11 от Основния устав на държавата е записано, че „националната икономика се основава на справедливостта и принципите на свободната икономика“. Оманските граждани се радват на добър стандарт на живот, но бъдещето им е несигурно с ограничените резерви на Оман от петрол. Другите източници на доходи – селското стопанство и промишлеността, са малки в сравнение и брой като формират по-малко от 1% от износа на страната, но диверсификацията е основен приоритет на правителството на Оман. А и страната е най-бедната от нефтените монархии в Залива. След резкия спад на цените на петрола през 1998 г., Оман прави активен план за диверсификация на своята икономика и поставя по-голям акцент върху други области на индустрията, като например туризма.
В селското стопанство и риболова са заети около 50 % от трудоспособното население. Отглеждат се предимно тропически плодове като фурми, банани, лайм, цитруси и зеленчуци. Годишно се ловят около 100 хил. тона риба, която се преработва (80 % се изнася). Продукцията на петрол е водещата индустрия която осигурява голяма част от дохода на Оман.
На 1 януари 2009 г. в сила влиза Споразумение за свободна търговия със САЩ, което цели премахване на тарифните бариери за всички потребителски и промишлени продукти, също така предоставяне на силни защити за чуждестранни фирми, инвестиращи в Оман. Туризмът, друг източник на приходи за Оман, е във възход. Едно от най-популярните събития е фестивалът Карийф (Khareef) в Салала, Дофар, който е на 1200 километра от столицата Мускат, по време на сезона на мусоните (през август) и е подобен на Фестивала на Мускат. Планините, обграждащи Салала са популярни сред туристите заради прохладното си време и буйната зеленина, които рядко се срещат някъде другаде в Оман.
Оманската валута е Омански риял. 1 риал се равнява на 2.59 американски долара. 1 риал е разделен на 1000 баиса, като в употреба са 5 баиса, 10, 25, 50 и 100 баиса. През 1970 година, банкноти са били въведени от правителството. От 1977, Централната банка на Оман издава банкноти от 20 и 50 риала, последвани от 200 баиса през 1985 година.
Чуждестранните работници в Оман изпращат 30 милиарда щатски долара годишно на своите азиатски и африкански семейства. Повече от половината от тях изкарват месечна заплата в размер на по-малко от 400 щатски долара. Най-голямата чуждестранна общност е от южните индийски щати Керала, Тамил Наду, Карнатака, Махарастра, Гуджарат и Пенджаб, което представлява повече от половината от цялата работна сила в Оман. Заплатите на чуждестранни работници са разбира се много по-малки, отколкото тези на оманските граждани, макар и да са от два до пет пъти по-високи, отколкото за равностойна работа в Индия. Оманското дружество Ферийс (Ferries Company) поддържа двата високоскоростни автомобилни ферибота – Шинас (Shinas) и Хормоз (Hormouz). Фериботите се използват за пътуване между Мускат и Касаб. Касаб е стратегически разположен в Мусандам в южния край на Ормузкия пролив и се контролира от Оман. Континентален Оман е отделен от малка ивица от територията на Обединените арабски емирства от Мусандам.

## Население
Според Министерството на икономиката в средата на 2006 г. населението на Оман е 2 577 000 души, от които - 1 844 000 омани. Населението нараства от 2 018 000 през 1993 г. до 2 340 000 души през 2003 г. Преброяването на населението през 2003 година показва че половината население на Оман е съсредоточено в столицата Маскат и Батинах, крайбрежната равнина северозападно от нея. Около 200 000 души има в Дхофар (Южния регион), и около 30 000 души - в отдалечения Мусандам, полуостров на пролива Хормуз. Изчислено е и че 600 000 имигранти, предимно от Пакистан, Бангладеш, Египет, Йордания, Индия и Филипините живеят в Оман.
| Демографско развитие на Оман между 1910 и 2006 |         |         |         |         |         |         |           |           |  |           |           |
| 1910                                           | 1920    | 1930    | 1940    | 1950    | 1960    | 1970    | 1980      | 1990      |  | 2000      | 2006      |
| 249 000                                        | 290 000 | 337 000 | 392 000 | 413 000 | 505 000 | 654 000 | 1 060 000 | 1 625 000 |  | 2 402 000 | 2 577 000 |

Арабският е официален език в Оман, но като такъв се използва и английският. Почти всички знаци и надписи са дублирани на двата езика. Доминиращият местен език е диалект на арабския. Разпространени са и многобройни други местни езици като балочи (белуджки език). Значителен брой жители говорят хинди, което се дължи на притока на имигранти от Индия в края на 1980-те и началото на 1990-те години. Суахили и английски са също широко говорени езици в страната поради историческите връзки между Оман и Занзибар.

## Други
- Комуникации в Оман
- Транспорт в Оман
- Въоръжени сили на Оман
- Външна политика на Оман